# Хрущёва, Нина Львовна
Нина Львовна Хрущёва (англ. Nina Lvovna Khrushcheva; род. 30 октября 1963, Москва) — российский и американский профессор международных отношений, писательница, правнучка Никиты Хрущёва.

## Биография
Родилась 30 октября 1963 года в Москве в семье Льва Сергеевича Петрова и Юлии Леонидовны Хрущёвой.
В 1987 году окончила филологический факультет МГУ по специальности «Русский язык».
Уехала учиться в США в 1991 году, куда в то же время уехал её родственник Сергей Никитич Хрущёв, брат её деда.
С 1997 года — колумнист издания Project Syndicate.
В 1998 году получила степень Ph.D. по сравнительному литературоведению в Принстонском университете (Нью-Джерси, США).
В 2002—2004 годах была адъюнкт-доцентом факультета международных и общественных отношений Колумбийского университета в Нью-Йорке.
Получила[когда?] двухлетнюю исследовательскую работу в школе исторических исследований Института перспективных исследований в Принстоне
Работала[когда?] заместителем редактора журнала East European Constitutional Review в Школе права Нью-Йоркского университета.
Является старшим научным сотрудником Института мировой политики (World Policy Institute), где возглавляет Russia Project, который исследует контуры национальной идентичности россиян и её влияние на российскую политику.
В настоящее время — профессор Новой школы в Нью-Йорке, где она читает курсы по международным СМИ, сравнительной пропаганде, культуре и капитализму, кино и империи, а также современной политике и истории России.
В марте 2022 года, во время вторжения России на Украину, Хрущёва выразила возмущение поведением Владимира Путина, заявив, что её прадед, Никита Хрущёв, счёл бы поведение Путина «презренным», не поддерживает и критикует в прессе политику Путина с 2000-х годов.

## Семья
- Отец — Лев Сергеевич Петров (1922—1970) — писатель, журналист, переводчик. Вместе с Аркадием Стругацким написал повесть «Пепел Бикини», переводил рассказы Э. Хемингуэя[11].
- Мать — Юлия Леонидовна Хрущёва (1940—2017) — журналистка, работала в агентстве печати «Новости», потом работала в Театре имени Ермоловой заведующей литературной частью, погибла 8 июня 2017 года на железнодорожной станции «Солнечная» в Москве, её сбила электричка. Была приёмной дочерью Хрущёва после смерти своего отца, так как её мать отправили в лагеря[12][13].
- Дед — Хрущёв, Леонид Никитович (1917—1943), лётчик.
- Бабушка — Любовь Илларионовна Сизых (1912—2014) её отправили в лагеря в 1943 году, так как свёкр Никита Хрущёв за неё не заступился, её сына от первого брака Юрия отправили в детский дом, а дочь Леонида Хрущёва усыновили свёкр со свекровью, с дочерью встретились в 1957 году и сумели подружиться, также она нашла и сына, прожила около 102 лет[12].
- Прадед — первый секретарь ЦК КПСС Никита Хрущёв (1894—1971), удочерил её мать после гибели Л. Н. Хрущёва на войне (поэтому Нина Хрущёва считается внучкой и правнучкой Н. C. Хрущёва одновременно)[14].

Нина Хрущёва не замужем. Детей не имеет.

## Членство в организациях
- Council on Foreign Relations (США)
- Kreisky Forum for International Dialogue (Австрия)

## Награды и премии
- 2013 — Премия «Великие иммигранты: гордость Америки» (США)[15].
- 2019 — Gold Medal of Honorary Patronage for Outstanding Contributions to Political Science and International Relations of Eastern Europe, Philosophical Society of Trinity College Dublin (Ирландия).

## Публикации
Автор статей в Newsweek, The New York Times, The Washington Post, The Wall Street Journal, Financial Times, Foreign Policy, Los Angeles Times и других изданиях.
Автор книг:
- Khrushcheva N. L. Imagining Nabokov: Russia Between Art and Politics. Yale University Press. 2008. ISBN 978-0-300-14824-4.
  - В гостях у Набокова. — М. : Время, 2008. — 173 с. : факс. — (Диалог) — ISBN 978-5-9691-0310-8
- Khrushcheva N. L. The Lost Khrushchev: A Journey Into the Gulag of the Russian Mind. Tate Publishing. 2014. ISBN 978-1-62994-544-6
  - Пропавший сын Хрущёва, или когда ГУЛАГ в головах. — М. : АИРО-XXI, 2019. — 206 с., [24] л. ил., портр., факс. — («АИРО — Первая публикация в России») — ISBN 978-5-91022-418-0
- Khrushcheva N. L. In Putin’s Footsteps: Searching for the Soul of an Empire Across Russia’s Eleven Time Zones. St. Martin’s Press. 2019. ISBN 978-1-250-16323-3
- Никита Хрущев: Вождь вне системы.

## Цитаты
- Политики всегда врут — это их естественное состояние, природа их работы.